# Glacier del Francés
Ne doit pas être confondu avec Glacier Francia.
Le glacier del Francés (en espagnol : glaciar del Francés, littéralement « glacier du Français », ou ventisquero Francés) est un glacier situé au sud du massif del Paine, à l'intérieur du parc national Torres del Paine, au Chili. Administrativement, il appartient à la XIIe région de Magallanes et de l'Antarctique chilien et à la province de Última Esperanza.
Ce glacier ne fait pas partie du champ de glace Sud de Patagonie.